# Battle Tryst
Battle Tryst (バトルトライスト?) es un videojuego de lucha arcade 3D de 1998 desarrollado y publicado por Konami. Es el segundo intento de Konami en el mercado de los videojuegos arcade 3D después del Fighting Bujutsu de 1997. Está impulsado por el Konami M2, que es la versión de Konami de la M2 de Panasonic. Como Fighting Bujutsu, Battle Tryst batalla nunca fue portado a cualquier videoconsola de sobremesa después de su lanzamiento arcade.

## Personajes
Kika Gryphon (キカ・グリフォン?)
Takeru Yamato (ヤマト・タケル?)
Bites Macintosh (バイツ・マッキントシュ?)
Zankoku (ザンコク?)
Zhai Zhai (ツァイ・ツァイ?)
Gary Williams (ゲーリー・ウィリアムス?)
Nadjeed Shiee (ナジード・シー?)

### Personajes ocultos
Kitajima (キタジマ?)
Alex (アレックス?)
Elein Shiee (エレイン・シー?)
Pastel (パステル?)